# Río Veleka
El río Veleka (en búlgaro: Велека) es un corto río costero localizado en el extremo sureste de Bulgaria (provincia de Burgas), naciendo en la parte más noreste de la Turquía europea. Tiene 147 km de largo, de los cuales 123 km están en Bulgaria y 25 km en Turquía, y toma sus fuentes de una serie de manantiales kársticos en la parte turca de la montaña Istranca para desembocar en el mar Negro en la localidad de Sinemorets.
La anchura del río cerca de su desembocadura es de 8 a 10 m y su profundidad va de 2 a 4 m. En su desembocadura, el Veleka tiene 50 m de ancho y de 7 a 8 m de hondo, luego hace un giro y desemboca en el mar.
Las aguas del Veleka son ricas en flora y fauna, con más de treinta especies de peces de agua dulce, siendo la más frecuente el bagre. Hay cinco especies animales en peligro de extinción, así como plantas importantes regionalmente.

## Honor
La cresta Veleka en la isla Livingston en las islas Shetland del Sur, Antártida recibe su nombre del río Veleka.[cita requerida]

## Referencias

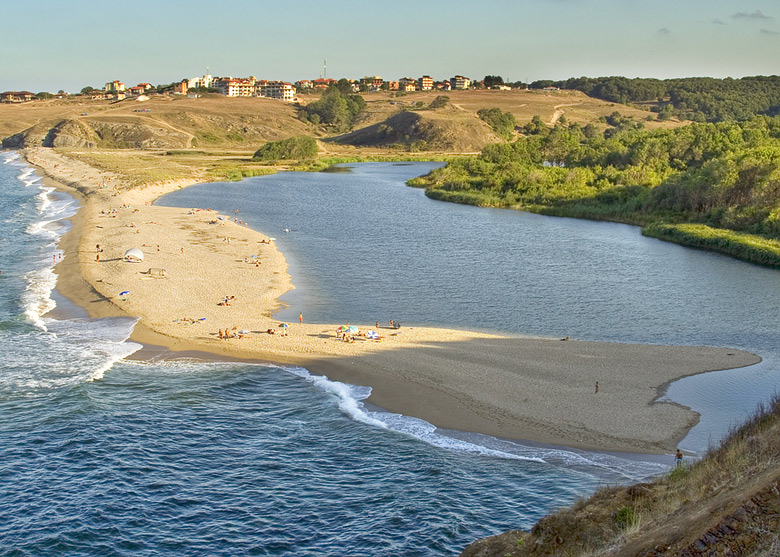
El estuario del Veleka. La deposición de sedimentos ha creado una península en Sinemorets, Bulgaria